# Zé Geraldo
Zé Geraldo, nome artístico de José Geraldo Juste, (Rodeiro, 9 de dezembro de 1944) é um cantor e compositor brasileiro, e pai da cantora e compositora Nô Stopa.

## Biografia
Nasceu em Rodeiro, então distrito de Ubá, no interior de Minas Gerais.  É o terceiro dos sete filhos de Antônio Juste Sobrinho e Dinah Moreira Juste. Quando tinha 6 anos, a família mudou-se para Governador Valadares (morava no bairro JK), no Vale do Rio Doce, também em Minas.  Aos dezoito anos, mudou-se para São Paulo, a fim de estudar e trabalhar.
Em março de 1966, após passar as férias de fim de ano com a família em Governador Valadares, embarca no carro número 90 da Viação Transcolim com destino a São Paulo. Por volta das 22h, o ônibus colide com uma carreta na rodovia BR-393 ("Rio-Bahia"), e fica gravemente ferido, o que acabou com seu sonho de jogar futebol profissionalmente. Ficou internado durante um ano num hospital em Carangola, onde aprendeu os primeiros acordes com o amigo Paulo Cotta, e desenvolveu o lado compositor. Mudou-se para Santos, onde fez fisioterapia durante dois anos. Nessa mesma época, através do primo Zé Ferreira, conhece uma banda que tocava em bailes, chamada The Black Cats - posteriormente Blow Up - da qual passa a fazer parte, cantando em inglês.
Por volta de 1970, gravou três compactos e um LP pela gravadora Rozenblit. Conheceu o trio "The Snakes" (formado por Edson Trindade, Altair e Fernando), com os quais passou a morar. Nesta época, o cantor Tim Maia também residia com os quatro.
Ainda nos anos 70, fez faculdade de  Administração. Durante 8 anos, tocou em bailes, principalmente na Banda Thoró. Tendo adquirido alguma experiência de palco, decidiu participar de festivais de música, sem deixar o emprego de executivo de RH no extinto banco Sulbrasileiro. 
Em setembro de 1976 nasce a primeira filha, Anielisa. 
No ano de 1978, após insistência de sua esposa, inscreve uma música no festival promovido pela Ericsson, em São Paulo. Alcança o primeiro lugar e é visto pelo produtor Romeu Giosa, com o qual tenta entrar em contato, porém sem sucesso. Um mês depois, participa do Festival de Ilha Solteira com a canção "Promessas de um idiota as seis da manhã", de onde saiu vitorioso. Durante este festival, conheceu o compositor Lúcio Barbosa, segundo colocado. Lúcio então lhe mostrou a música "Cidadão". Zé Geraldo ao ouvir essa canção, se emocionou e pediu para que o deixasse gravá-la, pois já estava em negociação com a gravadora CBS. Através dela foi reconhecido nacionalmente e até hoje, esta música segue sendo sua marca registrada. Romeu Giosa, então produtor da gravadora, o convidou para gravar o primeiro disco ("Terceiro Mundo", lançado em 1979). 
Decidiu então abandonar a carreira de executivo de RH e abraçar a carreira artística.
Nesse mesmo ano nasce a segunda filha, Aniela (a cantora e compositora Nô Stopa).
Em 1980, participa do festival MPB Shell com a música Rio Doce, e é elogiado por Luiz Gonzaga pela composição. Zé Geraldo explica: "Eu não fui premiado, mas o Luiz Gonzaga, quando foi entrevistado, em Recife, disse que o melhor da noite do festival tinha sido eu cantando a música “Rio Doce”. Aquilo me marcou". 
No ano seguinte, participa do mesmo Festival, realizado pela Rede Globo, colocando "Milho aos pombos" nas finais, e tendo a partir de então ainda  mais reconhecimento popular devido ao grande alcance do evento. 
A partir de 1983, inicia parceria com Aroldo Santarosa, que, além de assinar diversas canções em coautoria, se torna seu guitarrista. O guitarrista participaria de todos os álbuns de Geraldo no período. Entretanto, a parceria seria encerrada em 1995, com a mudança de Aroldo para Nova Iorque, nos Estados Unidos. Apesar disso, ambos mantém contato e Aroldo passa a vir ocasionalmente ao Brasil para tocar e gravar com o cantor mineiro.
Por  ser fiel ao seu estilo musical, abandona as grandes gravadoras e torna-se artista independente. A perda dos pais, a insegurança com relação às próprias composições e à aceitação do público quase o fazem desistir da música. Em meados dos anos 80, se apresenta no Sesc Pompéia em São Paulo, e percebe que o seu público é fiel e uma grande parcela dele é também fã do compositor Raul Seixas, o qual considera o maior mito da música brasileira. Sua esperança renasce, as dúvidas desaparecem e ele continua a carreira. O LP "Poeira e Canto - Ao Vivo" , gravado em 1987 e lançado em 1988, foi seu primeiro trabalho longe de grandes gravadoras.
Em 1996, o show "Acústico" é registrado ao vivo e transformado em CD.
No ano de 1999, grava ao lado de Renato Teixeira mais um CD ao vivo: "O Novo Amanhece". Durante os shows, apresentam ao público os jovens compositores Nô (Aniela) Stopa - filha de Zé Geraldo e Chico Teixeira (filho de Renato Teixeira).
No ano de 2001, recebe uma homenagem-surpresa dos amigos de Rodeiro. Uma estátua em bronze em tamanho real é instalada no trevo de entrada da cidade.
Em 2006, lançou  o CD/DVD intitulado Um Pé no Mato, um Pé no Rock, no qual faz referência a suas principais influências musicais, Tião Carreiro e Bob Dylan.
No dia 3 de julho de 2007, recebeu o título de "Cidadão Valadarense". Sua canção "Rio Doce" torna-se o hino da cidade de Governador Valadares.
Em maio de 2008, foi lançado o CD Catadô de Bromélias, o qual inclui uma versão em português da música "Mr. Tambourine Man", de Bob Dylan, e uma nova parceria, com o cantor e compositor Zeca Baleiro, "Na barra do seu vestido".
Em agosto de 2009, nasce o neto Gael, filho de Nô Stopa e Zeca Loureiro.
Em setembro de 2010, seu espetáculo "Cidadão 30 e Poucos Anos", foi registrado ao vivo, no auditório do Ibirapuera, em São Paulo, e transformado em CD/ DVD. Contou com participações especiais de Nõ Stopa, Xangai, Geraldo Azevedo, Chico Teixeira e Landau.
Em agosto de 2013, lança o clipe "Roqueiro da Roça" na internet, para promover  o seu novo CD, que levará o mesmo título. 
Em novembro de 2014, é lançado o clipe da música "O amor não morre", de João Carreiro, no qual participa como ator. No mesmo ano, em dezembro, recebe uma homenagem dos amigos de Rodeiro, pelos seus 70 anos.
Inicia a turnê "ZGponto70 - o sonho é a força que alimenta",  com show no Centro Cultural São Paulo, e lançamento de nova música em parceria com Tavares Dias: "Os Dois Reis Magos".

## Discografia
- O Lugar Onde Eu Nasci - 2024
- O Poeta e o Violeiro - Sol do meio dia - 2022 (em CD e LP) (com Francis Rosa)
- Cantos e Versos - 2018 (em CD e DVD) - (com Francis Rosa)
- Hey Zé! - Kuarup Discos - 2019
- Nós do Rock Rural - CD - 2019 - Kuarup discos - (com Ricardo Vignini, Tuia, Guarabyra e Tavito)
- Cidadão 30 e Poucos Anos (Ao Vivo) - Sol do Meio Dia - 2011 (também em DVD)
- Catadô de Bromélias - Sol do Meio Dia - 2008
- Um Pé no Mato, um Pé no Rock (Ao Vivo)- Sol do Meio Dia - 2006 (também em DVD)
- Tô Zerado – Sony - 2002
- O Novo Amanhece (com Renato Teixeira, Nô Stopa e Chico Teixeira) - (Ao Vivo)– Kuarup - 2000
- No Meio da Área – Paradoxx - 1998
- Acústico (Ao Vivo) – Paradoxx - 1996
- Aprendendo a Viver – Eldorado -1994
- Ninho de Sonhos – Eldorado - 1991
- Viagens & Versos – Eldorado - 1990
- Poeira e Canto (Ao Vivo) - Vaqueiros Urbanos/Eldorado - 1988
- No Arco da Porta de Um Dia – Arca - 1986
- Sol Girassol – Copacabana - 1984
- Caminhos de Minas – Copacabana - 1983
- Zé Geraldo – CBS - 1981
- Estradas – CBS - 1980
- Terceiro Mundo – CBS - 1979
- Zegê e The Silver Jets – Rozenblit - 1970
- Compacto: Eu tenho o maior amor do mundo / Minha esperança é você - Rozenblit - 1968
- Compacto: Você mudou minha vida / Não some não - Rozenblit - 1968
- Compacto: A garota do show / A bela e a fera - Rozenblit - 1967

## Participações
- Rita de Cascia - Iluminas Gerais - 1982 (participação em Figueira)
- Durval Souto - Durval Souto - 1984 (participação em Retirada)
- Johnny & Jadson - Muros e Fatos - 1994 (participação em Compadre Severino)
- Mina das Minas - Bacupari - 1997 (participação em Um Lugar)
- Célio & Marcos - Amor e Paixão - 1997 (participação em Senhorita)
- Carlos Mádia - Poesiviolão - 1997 (participação em Idade Ideal)
- MST - Arte em Movimento - 1998 (participação em Assim Já Ninguém Chora Mais)
- Juraildes da Cruz - Lugar Seguro - 1998 (participação em Bom Tempo)
- Zé Paulo Medeiros - Caminhante - 2000 (participação em Trocados)
- Márcio de Camillo - Telepaticamente - 2001 (participação em Nos Raios da Manhã)
- Luiz Vicentini - Um Dia a Gente se Vê - 2001 (participação em Um Dia a Gente se Vê)
- Dallas Company - Clima de Rodeio - 2002 (participação em Como Diria Dylan)
- Augusto Ramaciotti - Um Caminho Pro Sol - 2003 (participação em Das Raízes Vegetais)
- Nô Stopa - Camomila & Distorção - 2004 (participação em Leve)
- Edmilson Duarte - Entre Amigos - 2007 (participação em Blues do Estudante)
- Juh Vieira - Desclassificado - 2007 (participação em Um Baião pro Meu Calundu)
- César Di - Ebulição de Ideias - 2007 (participação em S.O.S.)
- Birhú de Pirituba - 100% Birhú... tas - 2007 (participação em Flor)
- Luiz Vicentini - Novas Canções - 2009 (Participação em Um Dia a Gente se Vê)
- Chico Lobo - Caipira do Mundo - 2011 (participação em No Fio do Olhar)
- 2017- Luiz Vicentini- Serra da Cantareira
- 2018- Francis Rosa- CD Cantos e Versos, várias canções
- 2018 - Wilson Aragão - Cuide Bem da sua Estrada
- 2018- Valdir Cechinel Filho- CD Pedaço de Mim: Meu Sucesso e Enquanto a Cidade Dorme